# ناوشکن کلاس سوپرازیتنی
دیسترویر کلاس سوپرازیتنی (به انگلیسی: Soobrazitelny-class destroyer) یک کلاس از کشتی است که طول آن ۱۱۲٫۵ متر (۳۶۹ فوت ۱ اینچ) می‌باشد.